# Spadella xcalakensis
Espèce
Spadella xcalakensis est une espèce de chaetognathes de la famille des Spadellidae.

## Étymologie
Son nom spécifique, composé de xcalak et du suffixe latin -ensis, « qui vit dans, qui habite », lui a été donné en référence au village de pêcheurs d'où ce spécimen a été collecté, Xcalak.

## Description
Spadella xcalakensis a un corps allongé, rigide et opaque. Il mesure environ 3,7 mm. La queue représente environ 50 % de la longueur totale. Il possède neuf à dix crochets, quatre dents antérieures courtes et aucune dent postérieure. Les yeux sont ronds avec une grande région pigmentaire en forme de croix. La couronne ciliaire est ovale, épaisse, avec un léger épaississement au niveau de la tête. La collerette est large à la partie postérieure de la tête. Elle s'étend au segment de queue. Absence de papilles adhésives sur la surface ventrale du corps. Les diverticules intestinaux antérieurs ne sont pas évidents. La musculature transversale est dans le tronc. Le ganglion ventral est à mi-longueur du tronc. Les nageoires latérales de la partie postérieure du tronc se terminent avant la partie antérieure des vésicules séminales. La nageoire caudale est spatulée. Toutes les nageoires sont entièrement rayonnées. Les ovaires atteignent la partie médiane du ganglion ventral. Deux ovaires élargis et surdimensionnés qui déforment le tronc et deux autres plus petits et immatures de chaque côté. Ouverture ovarienne à l'intérieur d'une épaisse bague en forme de coupelle, avec un large diamètre qui correspond approximativement à la moitié d'un ovule mature. Les vésicules séminales sont élargies, légèrement réniformes lorsqu'elles sont pleines, allongées lorsqu'elles sont vides. Elles sont en contact avec la nageoire caudale mais pas avec la nageoire latérale. Le septum caudal est épaissi distalement.

## Distribution
Spadella xcalakensis a été trouvé dans les eaux côtières de la Mer des Caraïbes, dans une lagune de récif à 2 km au Sud du village de Xcalak, dans l'état de Quintana Roo, au Mexique. Il a été trouvé dans une colonne d'eau à environ 1 m du bas, à une profondeur d'environ 1,5 m.

## Publication originale
- (en) Edgar Tovar et Eduardo Suárez-Morales, « New records and a new species of Spadella (Chaetognatha: Spadellidae) from the western Caribbean Sea », Proceedings of the Biological Society of Washington, Washington, Biological Society of Washington (d), vol. 120, no 2,‎ août 2007, p. 175-183 (ISSN 0006-324X et 1943-6327, OCLC 1536434, DOI 10.2988/0006-324X(2007)120[175:NRAANS]2.0.CO;2, lire en ligne).